# 西班牙靈𤟥
西班牙高哥犬（Galgo Español），又稱西班牙靈𤟥（Spanish Greyhound）是一種古老的犬種，更明確來說是一種獵犬。英國靈缇犬可能是西班牙高哥犬的後代，在20世紀時，一些飼養者將高哥犬與靈𤟥犬雜交，以生產速度更快、更有力量的高哥犬，尤其是用於賽道競速。

## 描述

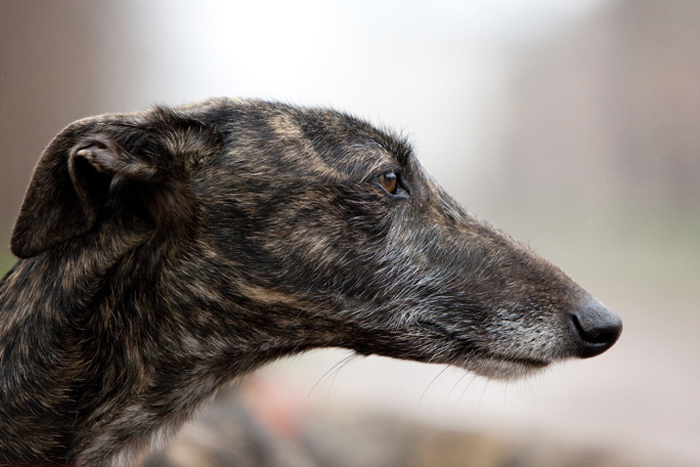
顏色為「barcino」的西班牙高哥犬

### 外觀

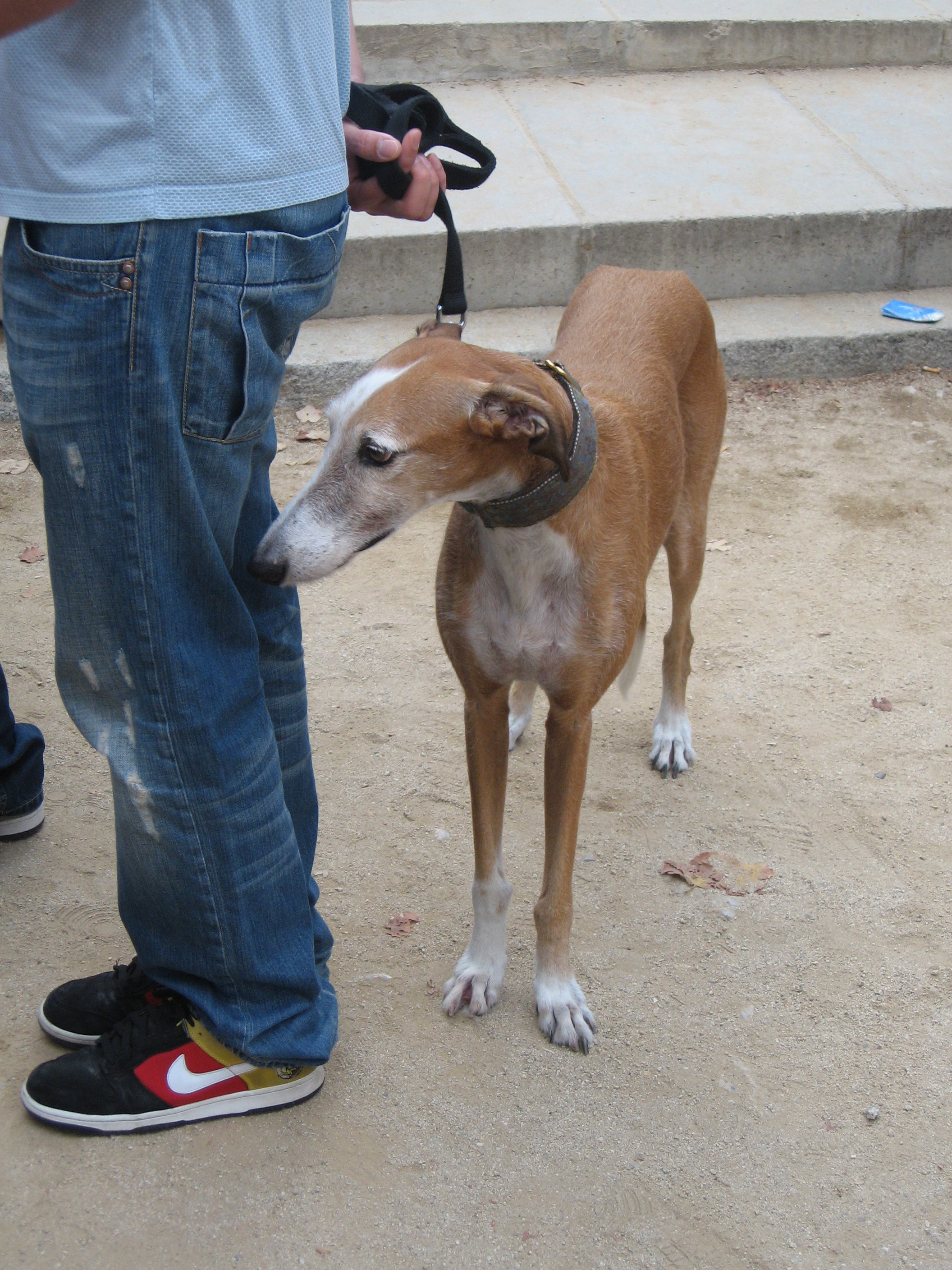
西班牙高哥犬

西班牙高哥犬的外觀與靈𤟥相似，但構造明顯不同。 西班牙高哥犬的後部比前部還高，而且相對靈𤟥而言，擁有更平坦的肌肉，這點是耐力賽跑者的特徵。牠們通常有較為輕小的體型，尾巴較長，頭部很長且呈流線型，這帶給人耳朵較大的印象，牠們的胸部不像靈𤟥那麼深，不會達到肘部的位置。

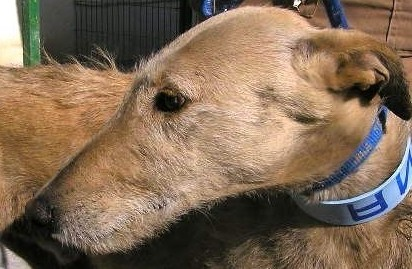
粗毛高哥犬的示例

與靈𤟥不同，高哥犬有两種被毛型態：光滑毛和粗糙毛。粗糙的被毛可在野外奔跑時提供額外的保護，防止皮膚受傷。被毛有各種顏色和圖案。主要顏色有「barcino」或「atigrado」（斑紋）、「negro」（黑色）、「barquillo」（金色）、「tostado」（烘烤過的色澤）、「canela」（肉桂色）、「amarillo」（黃色）、「rojo」（紅色）、「blanco」（白色）、「berrendo」（帶斑紋的白色）或「pío」（任何顏色，但帶有白色口鼻和前額）。

### 性情
高哥犬的性情與靈𤟥十分相似，冷靜、安靜、溫柔、慵懶；會開心地躺在沙發上度過一天。90%以上的高哥犬可被認為是對貓友善的，因此對同時擁有貓的獵犬愛好者而言，高哥犬是理想選擇。幾乎所有的高哥犬也都對其他狗和小型犬很友善。高哥犬也能與兒童愉快相處，在家裡很冷靜，因此與更容易興奮的品種相比，撞倒孩子或跳到孩子身上的風險更小。牠們非常溫和，可以忍受孩子們經常過度熱情的關注，孩子們幾乎沒有遭到狗狗報復的風險。高哥犬的個性很內向，常常容易害羞，因此，在其生命早期階段進行社會化教育非常重要，長大後才能適應其他陌生的人、狗和場所。

### 健康

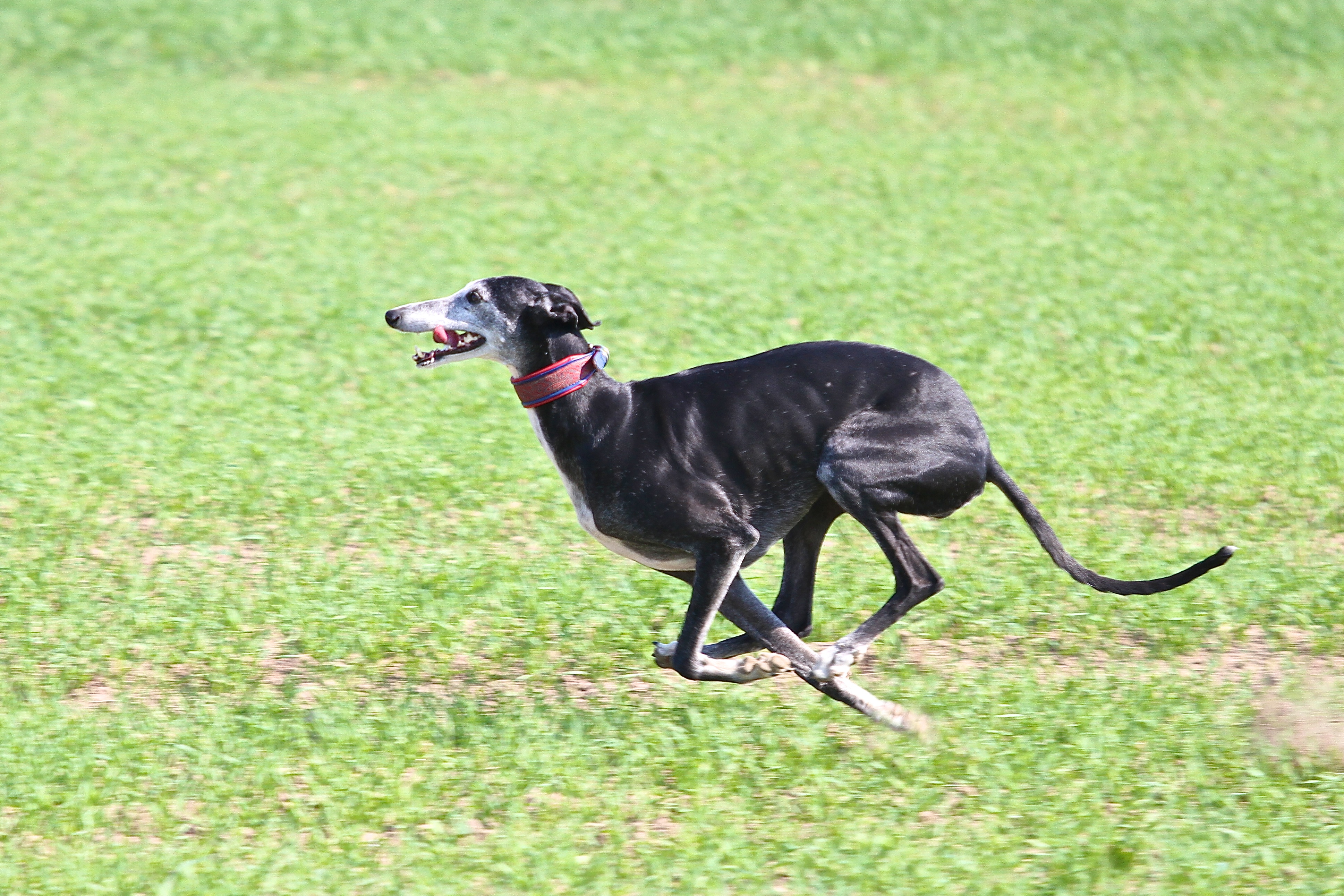
高哥犬是相當健康的品種

與許多其他視覺型狩獵犬一樣，高哥犬是一種相當健康的品種，不過牠們對麻醉很敏感，因此飼主應採取適當措施，以確保主治獸醫了解此問題。儘管高哥犬是大型犬，但牠們有被選擇作視覺型狩獵犬的歷史，體重輕加上其解剖結構使牠們免受髖關節發育不良的影響。這些狗必須定期跑步以保持完美的健康，以及配合牠們其餘時間都在睡覺的獨特傾向。

### 作為寵物

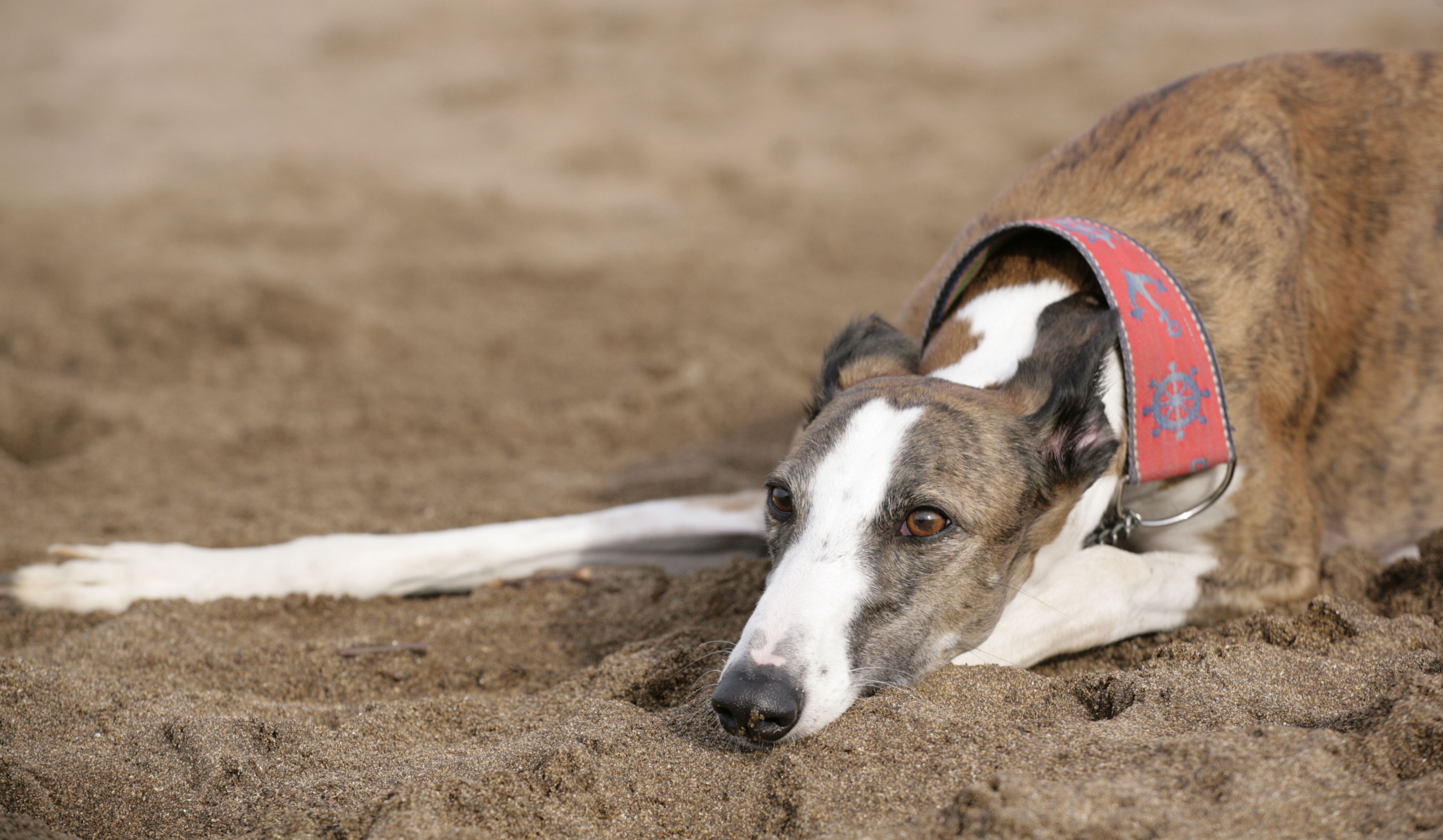
西班牙高哥犬

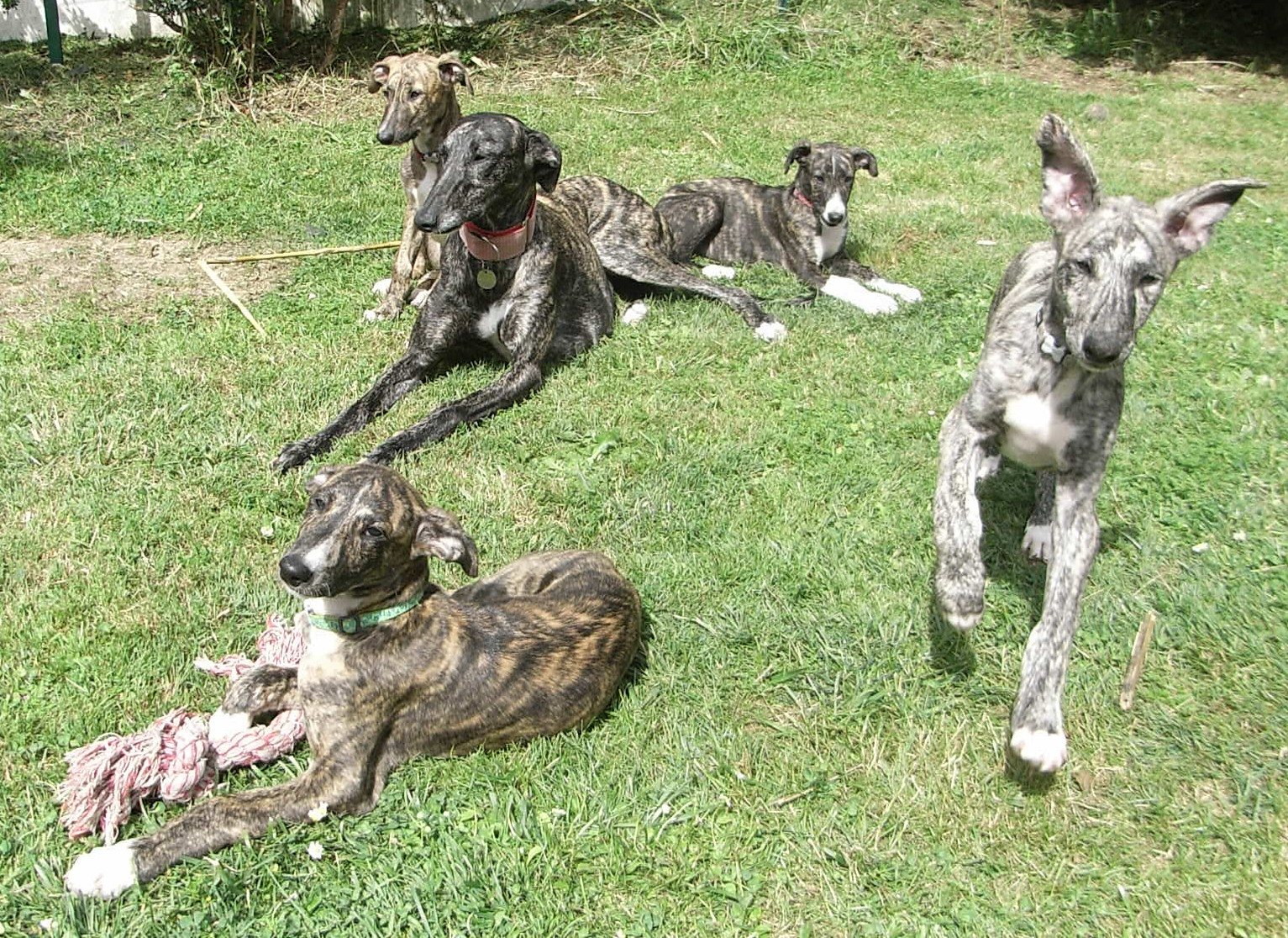
西班牙高哥母犬與其幼犬

高哥犬因其安靜而溫順的傾向是非常好的家庭寵物，在西班牙作為溫順犬類而享有盛譽，性情溫和，身體強健。牠們往往能與人類及其他狗相處融洽，若經過適當的社會化教育，在貓咪身邊也能有良好的表現。在陽光充足的西班牙之外的地區，高哥犬需要一件保暖外套，以便在寒冬中保暖：與所有靈𤟥類型的品種一樣，牠們的身體脂肪少，被毛短，所以建議在寒冷的氣候中加上額外的保暖措施。
高哥犬在運動表現的活動上出類拔萃，如誘餌追逐賽和賽跑。牠們有資格參加由美國視覺型狩獵犬協會（American Sighthound Field Association）批准的有限級別的誘餌追逐賽事。牠們也是非常優秀的表演犬，並在歐洲表演賽場（show ring）上取得成功，不過由於高哥犬在歐洲以外的地區很罕見，牠們在美國表演界並不那麼出名。